# Alexei Bondarev
Alexei Bondarev, född 9 januari 1983 i Ust-Kamenogorsk, Kazakstan, är en rysk professionell ishockeyback som just nu spelar för IK Guts i svenska Division 2.

## Spelade klubbar (i urval)
- IK Guts
- Avangard Omsk
- Spartak Moskva
- Neftechimik Nizjnekamsk
- CSKA Moskva
- Traktor Tjeljabinsk
- Metallurg Magnitogorsk
- Lokomotiv Jaroslavl